# 🇪🇺
🇪🇺 is een Unicode vlagsequentie emoji die gebruikt wordt als regionale indicator voor de Europese Unie. De meest gebruikelijke weergave is die van de vlag van Europa, maar op sommige platforms (waaronder Microsoft Windows) ziet men de letters EU. Dit is een van de twee macro-regio's waarvoor een vlagsequentie voorzien is; de andere is de Verenigde Naties.
De vlagsequentie is opgebouwd uit de combinatie van de Regional Indicator Symbols 🇪 (U+1F1EA) en 🇺 (U+1F1FA), tezamen de ISO 3166-1 alpha-2 code EU voor de Europese Unie vormend.
Deze emoji is in 2010 geïntroduceerd met de Unicode 6.0-standaard.

## Gebruik

De vlag van de Europese Unie

Deze emoji wordt gebruikt als regionale aanduiding van de Europese Unie en de Raad van Europa.

## Codering

De Twemoji-implementatie

### Unicode
In Unicode vindt men de 🇪🇺 met de codesequentie U+1F1EA U+1F1FA (hex).

### Shortcode
Er zijn shortcodes voor 🇪🇺; in Github kan deze opgeroepen worden met :european_union:, in Slack kan het karakter worden opgeroepen met de code :flag-eu:.